# Манастир Светих архангела (Призрен)
Манастир Светих архангела је задужбина српског цара Душана Силног (краљ 1331—1346, цар 1346—1355), који се налази у кањону реке Призренске Бистрице недалеко од града Призрена у Метохији и припада рашко-призренској епархији Српске православне цркве.
Грађен је у периоду од 1343. до 1352. године, на месту старије цркве у склопу тврђаве Вишеград као гробна црква цара Душана и сматра се да је представљао врхунац српског сакралног градитељства који је пресудно утицао на настанак и развој моравског стила. Унутар комплекса, који обухвата површину од око 6.500m², се налазе две цркве посвећене Светим Архангелима (која је била Душанова гробна црква) и Светом Николи, које су грађене у рашком стилу, иако, попут Дечана, по времену градње и неким елементима припадају српско-византијском стилу. Манастир је након доласка Османлија 1455. године, опљачкан и зарушен, да би 1615. године био до темеља порушен, а његов материјал је искоришћен за градњу Синан-пашине џамије у Призрену. Комплекс је археолошки истражен 1927. године, његови остаци су конзервирани након Другог светског рата, а током `90 година 20. века су настављени радови на њему и он 1998. године поново постаје активан мушки манастир.
После окончања НАТО бомбардовања СРЈ и повлачења југословенских снага безбедности, обновљене објекте су припадници ОВК, након доласка КФОР-а, спалили и опљачкали у јуну 1999. године, што се поновило и током Мартовског погрома 2004. Цео манастирски комплекс се налази под заштитом Републике Србије као споменик културе од изузетног значаја и у њему данас живи осмочлано манастирско братство које се налази под непосредном заштитом немачких припадника КФОР-а.

## Положај манастира
Манастирски комплекс је подигнут на омањем платоу у кањону Бистрице, око 2.5 km југоисточно од Призрена. Сам плато се налази у окуци реке, која га штити са три стране, док је са четврте (југоисточне) стране заштићен оштрим стенама на чијем се врху налази утврђена цитадела Вишеграда. Поред Бистрице је, у доба градње, пролазио каравански пут који је повезивао Скопље и Призрен, тадашње две престонице српске државе преко Качаника, Сиринићке и Средачке жупе, а није искључено да је његова траса пролазила кроз сам манастир/

## Старешине манастира
- Стефан (Миленковић), (1997—2000).
- Михаило (Тошић), (2000—тренутни).

## Прошлост манастира

### Прошлост локалитета пре подизања манастира
Током археолошких истраживања простора манастирског комплекса, најстарији пронађени налази су датирани у енеолитски период, док је извесно да је на овом простору, у млађем гвозденом добу, постојало насеље. Оно није наставило да се развија у античком периоду, али током IV, V и 6. века настаје и развија се касноантичко-рановизантијско насеље, за које се сматра да би могло бити заштићено касноантичком утврдом, иако то још увек није потврђено истраживањима. Након овог периода, јављају се налази датирани у X, XI и 12. век, док се сматра да је првобитно средњовековно утврђење (које је тада обухватало само петоуглу цитаделу на узвишењу изнад манастира) подигнуто у 12. веку. Душанов деда, краљ Милутин (1282—1321), је Вишеград са малом градском црквом посвећеном светом Николи, поклонио призренском епископу као уточиште за случај рата, као што је, нешто касније, Маглич био склониште српског архиепископа смештеног у Жичи. Касније је Душан призренском епископу дао три села у замену са тврђаву Вишеград, коју је након тога приложио самом манастиру, повезавши их бедемима у једну целину.

### Подизање Манастира Светих Архангела
На месту Душановог манастира, постојао је старији манастир (или црква) посвећен светим Архангелима, који је подигнут пре укључивања тог дела Метохије у Србију, у 13. веку. У њему је Душан оздравио након тешке болести, због чега се одлучио да на том месту подигне своју задужбину.
Припремни радови на изградњи нове цркве су започети 1343. године, судећи према Душановој повељи манастиру светог Петра Коришког издатој 19.05. те године, а освећена је током јесени 1347. године, пошто се Душан 01.08. те године спремао на пут у Призрен да присуствује освештавању цркве, а већ у децембру исте године се налазио на Светој гори. Почетак градње саме цркве се може сместити у 1348. годину, а сви радови су обављани под надзором игумана Јакова, који је касније постао епископ у Серу. Основни радови су приведени крају већ почетком наредне године, јер се у писму једног млетачког трговца из Трепче, од 24.03. 1348. године, износи притужба да не може да прода олово из свог трепчанског рудника, пошто је управник трга Трепча добио директно наређење, да по цену свог живота, не сме да изда олово никоме, осим игуману Светих Архангела за покривање манастира. Тај Млечанин је био Сер Ђанино Ђорђи и није могао у Трепчи да преда своје олово Которанину Михаилу Бући, којем је то олово продао за 10.000 перпера, јер је цар Душан наредио да се све олово у том месту преда манастиру Светих архангела код Призрена, да се покрије кров цркве.    Сматра се да је градња манастира са гробном црквом, пратећим објектима и заштитним бедемима окончана 1352. године, а да је у њему било смештено најмање 200 монаха.

### Манастир Светих Архангела као царска лавра
Душан је током градње, својој задужбини издао хрисовуљу којом утврдио њен положај међу осталим српским манастирима и њено властелинство, које је обухватало поседе који су се налазили од Шаре до Јадранског мора, а већи поседи су били концентрисани око Призрена, Скопља, Тетова и Скадарског језера. Доделио јој је 55 (укупно 93, са прилозима других) села, што је мање у односу на број који је Милутин доделио својој задужбини Бањској, али су крајеви у којима су се она налазила били богатији и напреднији. Поред тога, манастирско властелинство Светих Архангела, чинило је, између осталог и:
- 7 цркава са њиховим људима и поседима (земља, виногради, уљаници)[14]
- рудник гвожђа у Топлици[3]
- 467 влашких породица[14]
- 8 арбанашких катуна[14]
- читав низ занатлија, укључујући и златаре[16]

У склопу манастира је подигнута и болница, а у хрисовуљи се наводи и одредба о обавезном лечењу болесних. Поред тога, манастир је имао право на бесплатно уље (из Бара), со, риба (из Скадарског и Плавског језера), свила, вино, мед и восак, као и приход од призренског трга и царине.
Манастир је за владавине Немањића стекао села и приходе код Бара, Љеша и Скадра.
Цар Душан је након смрти 20. децембра 1355. године сахрањен у посебној гробници, смештеној у југозападном делу наоса цркве светих Архангела, која представља јединствено решење у српској архитектури. Након распада Српског царства, манастир је 1373. године послужио као уточиште дубровачким трговцима из Призрена, који су напустили град у страху од Николе Алтомановића (1366—1373).
У манастиру је 1375. године обављен један од најзначајнијих чинова у процесу окончања српско-грчког црквеног раскола. Тада су над Душановим гробом српски и грчки свештеници обавили заједничку службу, чиме је довршен процес опозива казне изопштења са самог Душана.
У манастиру је једно време столовао и српски патријарх Јефрем (1375—1380, 1389—1392). У једном летописном запису из друге четвртине 15. века, наводи се да манастирској цркви нема равне под Сунцем, да њена уметничка обрада и лепота надмашују цркву Христа Пантократора у Дечанима, а нарочито се истиче њен под прекривен мозаицима који представља највиши домет српске средњовековне архитектуре на том пољу. У истом запису се наводи и да се тада говорило да се нигде више не може наћи призренски патос, дечанска црква, пећка припрата, бањско злато и ресавско писаније, чиме су симболично представљени најзначајнији домети ондашње српске државе.
Цар Душан је овом манастиру наредио да када их посети патријарх, да му дарују једног коња, а митрополиту једног ждрепца или 12 перпера. Задужбинска повеља овог манастира има забрану цара Душана да се монаси баве каматарством (зеленаштво): И кто се обрјете калуђер закупује жито или вино, или динаре даје у камату, да се иждене.

### Манастир Светих Архангела током Османске владавине
После заузећа Призрена и његове околине 1455. године, Османлије су похарале и сам манастир. Исти писац, који је, свега неколико деценија раније, наводио да манастиру нема равног под Сунцем, након пљачке манастира наводи да је овај практично разорен, што довољно говори о размерама османлијског напада. Међутим манастирски живот овим разарањем није прекинут, али је извесно да комплекс није повратио свој стари сјај и да се налазио у сталном пропадању. Почетком 17. века, обављено је систематско рушење манастирске цркве да би се добио грађевински материјал којим је Софи Синан-паша 1615. године подигао своју џамију у центру Призрена, која се такође данас налази под заштитом републике Србије, као споменик културе од изузетног значаја. Не зна се да ли је у доба манастир још увек био активан, али је извесно да је напуштен после 1542. године. Током наредних векова сам локалитет је додатно уништаван разношењем преосталог грађевинског материјала за подизање, како грађевина у самом Призрену, тако и обичних кућа и временом су остаци некадашњих грађевина затрпани наслагама земље. Без обзира на то, положај манастира је остао познат у околном народу, тако да се цео простор повремено налазио на удару пљачкаша који прекопавали рушевине у потрази за скривеним манастирским благом. Нека од народних предања о манастирском благу су прелазила границу фантастике, па је остала забележена и легенда о драгом камену који је красио врх крста на централној куполи. Према њој, он је блештао толико сјајно, да је човек могао по мрклој ноћи да оде тридесетак километара северно, до самог Швањског моста, код кога се налазила стара тврђава, као усред бела дана.
Локално српско становништво се окупљало два пута годишње у манастирским рушевинама, на летњу (26.07.) и зимску (21. новембра) храмовну славу (свете Архангеле). Према речима једног путописца, служба је почињала током ноћи, тако да су једину светлост пружале запаљене свеће, док су народ и свештенство у молитви дочекивали зору.

### Истраживања манастирског комплекса током XX века
Наставници и ученици Призренске богословије су копали на локалитету 1923. Прва археолошка истраживања локалитета, обавио је 1927. године професор др. Радослав Грујић уз помоћ министарстава вера и војске и морнарице. Током њих су на простору уз Бистрицу откривени темељи:
- главне цркве посвећене светим Архангелима
- мање цркве посвећене светом Николи
- дела конака и других објеката уз бедем крај Бистрице

док су на простору цитаделе Вишеграда обављени мањи истраживачки радови, током којих су откривени темељи црквице посвећене светом Николи и неколико других грађевина. У склопу главне цркве тада су пронађени остаци царске гробнице, унутар којих су откривене кости, за које се претпоставља да су припадале Душану Силном. Оне су две године касније пренете у Београд и сахрањене у посебном саркофагу у цркви светог Марка, док се манастир Светих Архангела не обнови.
Пронађени делови чувеног мозаичког патоса, украсне пластике и живописа су пренети у Музеј Јужне Србије (данашњи Музеј Македоније) у Скопљу, у коме се и данас налазе, док није познато где су завршили остали налази које у својим извештајима помиње Грујић и данас се сматра да су они трајно изгубљени. Поред тога, током транспорта до Скопља, делови мозаичког пода су додатно оштећени.
Непосредно пре почетка радова, уз сам манастирски комплекс је 1926. године започела градња Призренке, прве хидроелектране на подручју Косова и Метохије. Радови су окончани 1928. године, а Призренка је радила све до `60 година 20. века, док се данас налази под заштитом државе као споменик културе.
Након Другог светског рата, у периоду од 1961. до 1965. године, настављени су радови на истраживању комплекса, са којима су паралелно текли конзерваторски радови, а на челу истраживачког тима се налазио професор Слободан Ненадовић. У овом периоду је истраживан источни и североисточни део платоа поред Бистрице на коме је откривен већи део конака, као и трпезарија, а по окончању радова је на месту Душановог гроба постављена мермерна плоча. Руководилац каснијих истраживања Михаило Милинковић је изнео озбиљне замерке на методе истраживања у овом периоду, које су, према његовој оцени, биле искључиво архитектонског карактера и нису биле у складу са археолошким принципима. Поред тога, он је указао на то да материјални налази нису издвајани и сачувани, већ су са осталим материјалом бачени у Бистрицу. На западном улазу у манастирски комплекс је 1968. године подигнут камени мост преко Бистрице који га је повезао са магистралним путем који пролази другом обалом реке, а током `70 година су настављени конзерваторски и рестаураторски радови.
Почетком `90 година се јавила идеја о обнови манастирског комплекса, за шта је један од предуслова било обављање додатних археолошких истраживања на том простору. Током 1992. године су изведена сондажна истраживања, након чега су, током наредне две године, уследила обимнија систематска заштитна истраживања, под руководством др. Михаила Милинковића.

### Обнова духовног живота и напади на манастир
Обнова манастирског конака са радионицом и капелом посвећеном светом Николају Жичком, започела је 1995. године, а 1998. године су окончани радови и он је поново постао активан мушки манастир. Обнова једног конака је представљала почетак пројекта о обнови комплетног манастира и његовог претварања у седиште рашко-призренске епархије.
Харитон Лукић рођен је у селу Сеоце код Куршумлије на Аранђеловдан, 21. новембра 1960. године у радничко-сељачкој породици са много деце, наговештавајући самим даном рођења архангелску ватреност у служби и љубави према Богу. Отац му се звао Будимир (1928—1973), а мајка Милка (1929—1975). На крштењу добио је име Радослав. Свој монашки пут је започео у манастиру Црна Река, код Рибарића, 1995. године. 1997. године, још увек као искушеник, премештен је, од стране епископа рашко-призренског Артемија, у манастир Светих Архангела код Призрена, који је тада био у обнови. Замонашен је 1998. године, а то је било прво монашење у манастиру Светих Архангела после 550 година.
Већ наредне године, дошло је до НАТО бомбардовања СРЈ која се окончала повлачењем југословенских снага безбедности из јужне српске покрајине. Свега неколико дана након доласка немачких припадника КФОРа, припадници ОВК су средином јуна 1999. спалили и опљачкали обновљени конак, а једног од монаха, оца Харитона Лукића, су киднаповали у Призрену. Његово обезглављено тело је пронађено у лето 2000. на једном призренском гробљу и сахрањено у манастиру Црна Река у коме се замонашио, док његова глава никада није пронађена. Преостало манастирско братство је после његовог киднаповања напустило манастир, али су се након месец дана вратили у његове остатке.
Манастирски конак је обновљен уз помоћ Срба из Средачке и Сиринићке жупе, тако да је прослави 650. годишњице постојања манастира 26. јула 2002. присуствовало скоро 1.000 Срба. Овај јубилеј није прошао без инцидената, јер су Албанци у Призрену организовали протесте против њиховог доласка, а на тврђави Вишеграда је дошло до експлозије бомбе. Током Мартовског погрома 2004, манастирски комплекс се поново нашао на удару албанских екстремиста, иако се практично налазио у склопу базе КФОР-а. Цео конак је спаљен и разрушен, као и звоник и дуборезачка радионица, а страдала је и плоча на гробници цара Душана која је сломљена, док је сама гробница оскрнављена. Манастирско братство је претходно евакуисано, да би се већ у априлу вратило и наставило живот у шаторима и контејнерима које им је обезбедио КФОР. Након тога је уз помоћ локалних Срба започета обнова југоисточног дела конака, која је окончана у новембру исте године.
У манастиру Светих Архангела је 26. јула 2005, уз јаке снаге КФОР-а, организована прослава манастирске славе и 650. годишњице смрти цара Душана. Прослави је присуствовало неколико стотина Срба, међу којима су се нашли црквени великодостојници и државни функционери, а целу прославу је директно преносио други програм државне телевизије. Поред обновљеног конака, једно време се налазила велика репродукција слике Паје Јовановића „Проглашење Душановог законика”, изнад које је истакнута застава Србије. У мају 2007. је објављена студија о обнови целокупног манастирског комплекса, за коју је процењено да је потребно око 10 година и 8.326.000 евра.
У селима у околини манастира више нема српског становништва које је отишло због безбедности, повремено обилазе остатке својих кућа и гробље, као и манастир.

## Манастирски комплекс

### Утврђење
Манастирско утврђење, познатије као Вишеград (турски К`з-Кале) или Призренац састоји се из два дела:
1. Горњег града односно цитаделе, који је подигнут у 12. веку пре градње манастира
2. Доњег града, који је подигнут у 14. веку око манастирских цркава

између којих се налазе два бедема (средњи и доњи), постављена паралелно са падином.
Горњи град има основу издуженог петоугла са по једном кулом у сваком темену и смештен је на узвишењу (око 680m нмв) које се уздиже 150 метара изнад нивоа Бистрице. Природно заштићен оштрим стенама које се са три стране спуштају ка Бистрици (североисточне и северозападне) и малом потоку (југозападне), док се четврте (југоисточне) спуштају ка превоју који раздваја узвишење од остатка планинског масива. У њега се улази кроз Донжон кулу смештену на његовом, најприступачнијем, источном крају, која је приближно квадратне основе. Све четири стране су јој од камена, као и степенице којима се пело на више спратове, тако да она данас представља најочуванији део утврђења. Поред кула, у склопу Горњег града се налази црквица посвећена светом Николи димензија 5.5 са 3 метра, тамнице и неколико других зграда. Сви ови објекти су сачувани само у темељима, а откривени су током истраживања обављаних 1927. године. Горњи град је поседовао и цистерну за воду, која је 1993. године откривена уз западни бедем који је на том делу премазан слојем компактне глине, дебелим од 30 до 40 cm, иза кога се налазио тзв. филтер (слој песка и шљунка), што је класичан пример цистерне у средњовековним тврђавама. Данас се на простору Горњег Града налазе стационирани немачки припадници КФОР-а.
Горњи град је повезан са Доњим, бедемима који се спуштају низ стрму падину. Простор између њих је додатно ојачан са два бедема постављена паралелно са падином:
- средњи (око 615 m нмв)
- доњи (око 585 m нмв)

са по једном квадратном кулом смештеном на местима њиховог спајања. Источни бедем се спушта од Донжон куле ка североистока до југоисточног темена Доњег града. Западни бедем полази од северозападне куле Горњег града (врх петоугла) и спушта се ка северозападу до куле средњег бедема, пратећи гребен који се спушта ка Бистрици. Од ње се окреће ка североистоку до истурене куле Доњег града, на речној обали.
Доњи Град има основу неправилног, приближно једнакокраког, троугла са краковима окренутим ка Бистрици и основом окренутом ка стрмој падини и цитадели. Темељи бедема су постављени у саму реку, а са унутрашње стране њиховог већег дела се налазе конаци и друге помоћне зграде. Главна капија је смештена на северозападној страни, у засебној кули испред које се налази камени мост преко Бистрице. Насупрот њега, налази се, нешто мањи, помоћни улаз. Поред конака смештених уз бедем, унутар Доњег града налазе се:
- главна црква посвећена светим Архангелима, у средишту комплекса
- мања црква посвећена светом Николи, у јужном делу комплекса, уз стеновиту падину
- монументална трпезарија, у западном делу комплекса, уз стеновиту падину

Већи део бедема Доњег града, као и објеката у њему, је зарушен до нивоа темеља, изузев југоисточног дела, уз мањи улаз, у коме се налази обновљени део конака.
Прилаз манастирском комплексу са западне стране, брани тврђава Каљаја, која се уздиже над Призреном, на улазу у кањон Бистрице.

### Црква светих Архангела
Главна манастирска црква је посвећена светим Архангелима Михајлу и Гаврилу и подигнута је као гробна црква Душана Силног. Данас је зарушена до нивоа темеља, али се на основу археолошких налаза и других цркава сличног типа, може реконструисати њен изглед.
У питању је тробродна црква са основом уписаног крста (28.50 x 16.75 метара) (за разлику од осталих представника Рашког стила код којих је основа једнобродна грађевина са куполом) над којом се уздиже дванаестострана купола постављена на четири стуба носача и по основи је идентична цркви манастира Бања код Прибоја, који припада Вардарском стилу. На њеној западној страни се налази отворени нартекс (трем) са три лучно засвођена отвора, окренута ка западу и по једним ка северу и југу, при чему је сваки од њих украшен парапетним плочама, док се над самим нартексом уздиже калота. Источни крај цркве формирају три олтарске апсиде, при чему су две бочне мање и тростране са спољне стране, док је централна већа и петострана са спољне стране. Поред централне куполе, пречника 6,4 метра, на основу фрагмената мањих димензија, може се закључити да је имала и четири мање куполе, постављене над угловима цркве, што је карактеристика византијске архитектуре, која је прихваћена у црквама Вардарског стила. Око целе цркве налази се сокл (узвишење), укошен упоље, чиме је спречено продирање воде у темеље цркве, а самим тим и продор влаге у њену унутрашњост. На основу постојећих налаза, немогуће је са сигурношћу утврдити висину цркве, али се процењује да није била нижа од Дечанске.
Спољашњост цркве је, попут других владарских маузолеја (Студеница, Бањска, Дечани) обрађена у стилу романике и готике. Њене фасаде биле су направљене од тесаног мермера, наизменично поређаног у редове беле и црвене (плавичасте/љубичасте) боје, док су их два кордонска венца (водоравно постављени украси око цркве) делила на три зоне.
Декоративна пластика је била неизоставан елеменат владарских задужбина, тако да се ни Свети Архангели не разликују по томе. Током истраживања комплекса, пронађено је 1685 фрагмената декоративне пластике (на подручју обе цркве), који међу собом варирају темама (анђели и светитељи, људске главе, зооморфни и биљни мотиви). Међу њима свакако треба издвојити скулптуру мушке главе, за коју се сматра да је део фигуре самог Душана Силног, која се налазила над његовим гробом. Поред ње, претпоставља се да су постојале фигуре лавова (испред портала), као и скулптуре Душана и његовог сина Уроша (1355—1371), како клече (у линети) испред приказа Богородице са Христом у наручју, коју чувају архангели Михајло и Гаврило. Иако се овај мотив често сусреће у византијској иконографији, он је најсличнији фрескама самог Душана и његовог оца Стефана (1322—1331), на истом месту Дечанима, који је рађен свега неколико година раније. На предњој (западној) фасади цркве, налазила се велика камена розета, која ће касније постати неизоставни елеменат Моравског стила, који је настао под утицајем управо Светих Архангела. Капители стубова се такође одликују богатом орнаментиком романичког и готичког стила, а неки од њих, налазе се данас у Синан пашиној џамији, као стопе (базе) стубова.
Унутрашњост цркве била је живописана, али су откривени само мали делови некадашњих фрески. Без обзира на то, они довољно говоре о лепоти и монументалности некадашњег живописа. Један фрагмент на коме су приказане главе двојице светаца, налази се данас у Народном музеју у Београду. У унутрашњости цркве се налазио камени иконостас, који је делио њен олтарски део, од њеног остатка.
Призренски патос, како летописци називају мозаични под главне цркве, представља најлепши и најпознатији део Душанове задужбине, који је јединствен, не само на тлу Србије, већ и на целом српском простору. Чине га велике мермерне плоче, на којима се налазе поља геометријских облика, унутар којих се приказане представе разних фигура, геометријски сложених форми и животиња (змајеви, грифони, лавови, птице, рибе и друге). Простор око фигура је испуњен мозаиком, док су оне саме урађене у плитком рељефу. Паралеле за геометријске украсе могу се наћи у романичким црквама јужне Италије, Сицилије и Свете горе (црква у Хиландару), док се сличне представе животиња могу наћи у цариградском манастиру Пантократора (данас Зерек џамија), као и у фирентинском Баптистеријуму и цркви Сан миниато ал Монте.

#### Душанова гробница
Душанова гробница се може оквирно реконструисати на основу пронађених остатака и сматра се да представља јединствен случај међу гробницама српских владара. Смештена је у југозападном делу цркве, на месту на коме се данас налази надгробна плоча, изнад празног гроба (Душанови остаци откривени 1927. године са данас налазе у посебном саркофагу у београдској цркви светог Марка). За разлику од устаљеног сахрањивања српских владара у мермерном саркофагу над којим се налази његов фреско-портрет, Душан је сахрањен на начин инспирисан западном фунералном праксом, највероватније млетачком. Над његовим гробом се налазила скулптура самог Душана у лежећем положају, карактеристична за западне владаре. Била је израђена од белог мермера, а сматра се да је сама гробница била украшена још једним његовим скулптуралним приказом, смештеним уз њену западну страну, као и његовим грбовима и знамењем.
Између саме гробнице и јужног зида цркве, налазио се, постављен на малим аркадама са стубићима, камени фриз чије су илустрације пратиле тематику околног живописа. Поједини капители, који су сачињавали гробницу, уграђени су касније у Синан пашину џамију у којој се и данас налазе у склопу терасице. На зидовима око саме гробнице, налазиле фреске владара, као и ктиторски портрет самог Душана, у прилог чему говоре пронађени фрагменти фрескописа који су украшени златним листићима и елементима карактеристичним за владарске приказе.
Над празном Душановом гробницом је 1965. године постављена мермерна надгробна плоча, коју су албански екстремисти порушили током Мартовског погрома, оскрнавивши при томе саму гробницу. Током 20. века је у манастирском комплексу био постављен и споменик Душану Силном, који је такође уништен након доласка снага КФОР-а.

### Црква светог Николе
Црква светог Николе је мањих димензија (13.20 x 7.0 метара) и заправо представља сажету верзију цркве светих Архангела, пошто имају исту основу и декоративну обраду. Сам одабир свеца коме је црква посвећена и њен положај (јужно од главне цркве) одговара устаљеној пракси код српских манастира тог доба у којима се јужно од главне цркве подизало светилиште светом Николи, било у склопу саме цркве (као у дечанској цркви Пантократора и призренској Богородици Љевишкој), било као дозидана капела (као у Пећкој патријаршији), било као засебна црквица, као што је случај у Студеници и самим Архангелима.
Грађевина је једнобродна са куполом (коју држе два стуба и западни зид) и једном олтарском апсидом, а и око ње се налази сокл (узвишење), укошен упоље. На западној страни се налази отворени нартекс (трем) са каменом розетом, изнад кога се налази калота, због чега се ова црква сматра узором за двокуполне цркве моравског стила сажетог типа. Њена унутрашњост је, као и код Светих Архангела, била живописана, а његови трагови су откривени на северном зиду нартекса и ниши јужног зида уз олтар. На цркви се посебно истиче параклесион са својим елегантним пропорцијама.
Током 2016. године обустављени су радови на обнови цркве Светог Николе.

### Остале зграде
У југозападном делу комплекса, налази се монументална трпезарија, грађена од камена и цигле, методом украсног шарања, карактеристичном за византијску архитектуру. Сама грађевина има основу слободног крста односно тробродне базилике са полукружном апсидом смештеном на јужној страни, што је јединствено решење међу трпезаријама српских манастира. Њен под је био урађен од камених плоча и данас је мање више обновљен, док су столови били направљени од великих мермерних плоча. Као и остали делови комплекса и трпезарија је већим делом порушена, али је очуванија од цркава и њени зидови, на појединим местима, достижу висину и до 2-2.5 метара.
Са унутрашње стране бедема уз Бистрицу, налазила се велика целина у склопу које су се налазили манастирски конаци и остали пратећи објекти, која је, попут трпезарије, била изграђена од камена и цигле, што упућује на закључак да су трпезарију, конаке и пратеће објекте радили различити (византијски) мајстори од оних који су подизали манастирске цркве. Један део конака је био обновљен, али је у Мартовском погрому запаљен и порушен, тако да се цео овај простор налазио у рушевинама, а данас се налази у процесу обнове.
Нови манастирски конак, у који су се монаси уселили 15. децембра 2004. године, пројектовао је архитекта Ранко Томић, који је за њега награђен на 27. Салону архитектуре у Београду (2005), у категорији Градитељско наслеђе.

## Значај и утицај
„Душанова задужбина заузима највише место у средњовековном културном наслеђу Србије захваљујући новинама које је дала у домену архитектуре, декоративне и портретно-фунерарне скулптуре као и у примени подног мозаичког украса.” (Војислав Јовановић, „Манастир Светих Арханђела код Призрена”)
Манастирске цркве се сматрају претечом и једним од главних узора, по којима су прављене цркве Моравског стила, насталог свега неколико деценија након подизања Светих Архангела. Главна манастирска црква је послужила као основ за петокуполне цркве нормалне основе (Раваница, Љубостиња, Манасија и друге), док су оне двокуполне сажетог типа (Лазарица, Наупара, Каленић и друге) узимале цркву светог Николе као основу. Утицај Душанове задужбине на сакралну архитектуру постоји и данас. Тако је, на пример, црква на Убу је рађена по узору на цркву Светих Архангела, док се копије делова Призренског патоса налазе у цркви посвећеној светом кнезу Лазару на брду Љубићу код Чачка, а неки мотиви из њега украшавају и под Херцеговачке Грачанице код Требиња.
Свети Архангели су релативно чест мотив у литерарним делима, превасходно захваљујући свом историјском значају и трагичној историји, али и модерним дешавањима, како на самом Косову и Метохији, тако и у вези са самим манастиром. Манастир се, између осталог, користи као подлога у једној од сцена прве српске историјске драме „Смрт Уроша V”, коју је 1825. године написао Стефан Стефановић.

## Галерија
- Стари конак са капелом, пре рушења
- Пронађени фрагменти камених украса
- Пронађени фрагменти камених украса
- Пронађени фрагменти камених украса
- Садашњи изглед старог конака
- Поглед на нови конак и улаз у манастир
- Црква светих Архангела
- Звоно у цркви светог Николе
- Конак и капија манастира
- Рушевина западног конака
- Главна капија и мост манастира
- Југоисточна капија
- Фрагмент статуе Цара Душана
- Нови конак (2020)